# Allomycterus pilatus
Allomycterus pilatus — вид скелезубоподібних риб родини Риби-їжаки (Diodontidae).

## Поширення
Вид поширений у Тасмановому морі та біля узбережжя Південної Австралії.

## Опис
Риба завдовжки до 50 см. Тіло видовжене, але у разі небезпеки може роздуватись до форми кулі.